# Goya-díj a legjobb eredeti forgatókönyvnek
A legjobb eredeti forgatókönyvnek járó Goya-díjat az 1989-ben megtartott, 3. díjátadó óta osztják ki. Az első két díjátadón még összevont kategória létezett (és mindkét ceremónián adaptált művek nyertek), a legjobb adaptált forgatókönyveket csak a 3. gálától kezdték el külön értékelni.
A legtöbb, négy díjat Alejandro Amenábar vehette át. Pedro Almodóvart jelölték a legtöbbször a kategóriában, összesen hét alkalommal (ebből kétszer győzedelmeskedett). 

## Győztesek és jelöltek
A kialakult gyakorlat szerint az Év oszlop a megjelenés dátumára utal, a tényleges díjátadót a következő évben tartották meg: például az 1999-es év legjobb eredeti forgatókönyve díjat a 2000-es díjkiosztó ceremónián adták át.
Az alábbi listában minden évnél az első helyen a győztes áll, őt követi a többi jelölt, a magyar cím (ha nincs magyar cím, akkor az eredeti cím) szerinti ABC-sorrendben.

### 1980-as évek

#### Legjobb forgatókönyv
| Év             | Magyar cím             | Eredeti cím                           | Forgatókönyvíró       |
| 1986 (1. gála) |                        |                                       |                       |
| -------------- | ---------------------- | ------------------------------------- | --------------------- |
| 1986 (1. gála) |                        | El viaje a ninguna parte              | Fernando Fernán Gómez |
| 1986 (1. gála) |                        | Mambrú se fue a la guerra             | Fernando Fernán Gómez |
| 1986 (1. gála) |                        | Tata mía                              | José Luis Borau       |
| 1987 (2. gála) |                        |                                       |                       |
| Eleven erdő    | El bosque animado      | Rafael Azcona                         |                       |
|                | La guerra de los locos | Manolo Matji                          |                       |
|                | Moros y cristianos     | Luis García Berlanga és Rafael Azcona |                       |

#### Legjobb eredeti forgatókönyv
| Év                              | Magyar cím                               | Eredeti cím                                        | Forgatókönyvíró                                    |
| 1988 (3. gála)                  |                                          |                                                    |                                                    |
| ------------------------------- | ---------------------------------------- | -------------------------------------------------- | -------------------------------------------------- |
| 1988 (3. gála)                  | Asszonyok a teljes idegösszeomlás szélén | Mujeres al borde de un ataque de nervios           | Pedro Almodóvar                                    |
| 1988 (3. gála)                  |                                          | Baton Rouge                                        | Agustín Díaz Yanes és Rafael Monleón               |
| 1988 (3. gála)                  |                                          | Espérame en el cielo                               | Antonio Mercero, Horacio Varcárcel és Román Gubern |
| 1988 (3. gála)                  | Szél hátán                               | Remando al viento                                  | Gonzalo Suárez                                     |
| 1989 (4. gála)                  |                                          |                                                    |                                                    |
|                                 | El niño de la luna                       | Agustí Villaronga                                  |                                                    |
|                                 | El baile del pato                        | Manuel Iborra                                      |                                                    |
|                                 | El vuelo de la paloma                    | José Luis García Sánchez és Rafael Azcona          |                                                    |
| Hajnalodik, és már ez is valami | Amanece, que no es poco                  | José Luis Cuerda                                   |                                                    |
| Szeretni való dolgok            | Las cosas del querer                     | Jaime Chávarri, Fernando Colomo és Lázaro Irazábal |                                                    |

### 1990-es évek
| Év                                          | Magyar cím                                      | Eredeti cím                                                                       | Forgatókönyvíró                                 |
| 1990 (5. gála)                              |                                                 |                                                                                   |                                                 |
| ------------------------------------------- | ----------------------------------------------- | --------------------------------------------------------------------------------- | ----------------------------------------------- |
| 1990 (5. gála)                              |                                                 | Las cartas de Alou                                                                | Montxo Armendáriz                               |
| 1990 (5. gála)                              |                                                 | A solas contigo                                                                   | Agustín Díaz Yanes, Eduardo Calvo, Manolo Matji |
| 1990 (5. gála)                              | Kötözz meg és ölelj!                            | ¡Átame!                                                                           | Pedro Almodóvar                                 |
| 1991 (6. gála)                              |                                                 |                                                                                   |                                                 |
| Lepkeszárnyak                               | Alas de mariposa                                | Juanma Bajo Ulloa, Eduardo Bajo Ulloa                                             |                                                 |
| Szeretők                                    | Amantes                                         | Álvaro del Amo, Carlos Pérez Merinero, Vicente Aranda                             |                                                 |
|                                             | Todo por la pasta                               | Luis Marías                                                                       |                                                 |
| 1992 (7. gála)                              |                                                 |                                                                                   |                                                 |
| Belle Époque                                | Belle Époque                                    | Rafael Azcona, José Luis García Sánchez, Fernando Trueba                          |                                                 |
| Sonka, sonka                                | Jamón Jamón                                     | Cuca Canals, Bigas Luna                                                           |                                                 |
| Tehenek                                     | Vacas                                           | Julio Médem, Michel Gaztambide                                                    |                                                 |
| 1993 (8. gála)                              |                                                 |                                                                                   |                                                 |
| Árnyakkal csatázva                          | Sombras en una batalla                          | Mario Camus                                                                       |                                                 |
| Börtönbe mindenki!                          | Todos a la cárcel                               | Jorge Berlanga, Luis García Berlanga                                              |                                                 |
|                                             | Madregilda                                      | Ángel Fernández Santos, Francisco Regueiro                                        |                                                 |
| 1994 (9. gála)                              |                                                 |                                                                                   |                                                 |
| Minden férfi egyforma                       | Todos los hombres sois iguales                  | Joaquín Oristrell, Yolanda García Serrano, Juan Luis Iborra, Manuel Gómez Pereira |                                                 |
|                                             | El detective y la muerte                        | Gonzalo Suárez                                                                    |                                                 |
|                                             | Los peores años de nuestra vida                 | David Trueba                                                                      |                                                 |
| 1995 (10. gála)                             |                                                 |                                                                                   |                                                 |
| Senki sem fog beszélni rólunk, ha meghalunk | Nadie hablará de nosotras cuando hayamos muerto | Agustín Díaz Yanes                                                                |                                                 |
| A Fenevad napja                             | El día de la bestia                             | Jorge Guerricaechevarría, Álex de la Iglesia                                      |                                                 |
| Szájból szájba                              | Boca a boca                                     | Manuel Gómez Pereira, Juan Luis Iborra, Joaquín Oristrell, Naomi Wise             |                                                 |
| 1996 (11. gála)                             |                                                 |                                                                                   |                                                 |
| Halálos tézis                               | Thesis                                          | Alejandro Amenábar                                                                |                                                 |
| Amit sohasem mondtam el neked               | Cosas que nunca te dije                         | Isabel Coixet                                                                     |                                                 |
| Mi a boldogság?                             | La buena vida                                   | David Trueba                                                                      |                                                 |
| 1997 (12. gála)                             |                                                 |                                                                                   |                                                 |
| A szerencsecsillag                          | La buena estrella                               | Ricardo Franco, Ángeles González-Sinde                                            |                                                 |
| Család                                      | Familia                                         | Fernando León de Aranoa                                                           |                                                 |
| A szív titkai                               | Secretos del corazón                            | Montxo Armendáriz                                                                 |                                                 |
| 1998 (13. gála)                             |                                                 |                                                                                   |                                                 |
| Barrio – Külvárosi utcák                    | Barrio                                          | Fernando León de Aranoa                                                           |                                                 |
| Az északi sarkkör szerelmesei               | Los amantes del círculo polar                   | Julio Médem                                                                       |                                                 |
| Nyisd ki a szemed                           | Abre los ojos                                   | Alejandro Amenábar, Mateo Gil                                                     |                                                 |
| Álomlány                                    | La niña de tus ojos                             | Rafael Azcona, Miguel Ángel Egea, Carlos López, David Trueba                      |                                                 |
| 1999 (14. gála)                             |                                                 |                                                                                   |                                                 |
| Magány                                      | Solas                                           | Benito Zambrano                                                                   |                                                 |
| Ha majd visszatérsz hozzám                  | Cuando vuelvas a mi lado                        | Gracia Querejeta, Elías Querejeta, Manuel Gutiérrez Aragón                        |                                                 |
| Idegen virágok                              | Flores de otro mundo                            | Icíar Bollaín, Julio Llamazares                                                   |                                                 |
| Mindent anyámról                            | Todo sobre mi madre                             | Pedro Almodóvar                                                                   |                                                 |

### 2000-es évek
| Év                                           | Magyar cím                      | Eredeti cím                                                      | Forgatókönyvíró                              |
| 2000 (15. gála)                              |                                 |                                                                  |                                              |
| -------------------------------------------- | ------------------------------- | ---------------------------------------------------------------- | -------------------------------------------- |
| 2000 (15. gála)                              | Golyó                           | El Bola                                                          | Achero Mañas, Verónica Fernández             |
| 2000 (15. gála)                              | A közösség                      | La comunidad                                                     | Jorge Guerricaechevarría, Álex de la Iglesia |
| 2000 (15. gála)                              |                                 | Leo                                                              | José Luis Borau                              |
| 2000 (15. gála)                              | Te vagy az egyetlen             | Una historia de entonces                                         | José Luis Garci, Horacio Valcárcel           |
| 2001 (16. gála)                              |                                 |                                                                  |                                              |
| Más világ                                    | Los otros                       | Alejandro Amenábar                                               |                                              |
| Bokszmeccs a lélekért                        | Sin noticias de Dios            | Agustín Díaz Yanes                                               |                                              |
| A szex és Lucia                              | Lucía y el sexo                 | Julio Medem                                                      |                                              |
|                                              | Sin vergüenza                   | Dominic Harari, Joaquín Oristrell, Teresa Pelegri, Cristina Rota |                                              |
| 2002 (17. gála)                              |                                 |                                                                  |                                              |
| Város határok nélkül                         | En la ciudad sin límites        | Enrique Brasó, Antonio Hernández                                 |                                              |
| Beszélj hozzá                                | Hable con ella                  | Pedro Almodóvar                                                  |                                              |
| Napfényes hétfők                             | Los lunes al sol                | Ignacio del Moral, Fernando León de Aranoa                       |                                              |
|                                              | Smoking Room                    | Julio Wallovits, Roger Gual                                      |                                              |
| 2003 (18. gála)                              |                                 |                                                                  |                                              |
| Többet ne! (Vedd el a szemem)                | Te doy mis ojos                 | Icíar Bollaín, Alicia Luna                                       |                                              |
| Nap mint nap                                 | Las horas del día               | Jaime Rosales, Enric Rufas                                       |                                              |
| Szex, hazugság, super 8-as – Torremolinos 73 | Torremolinos 73                 | Pablo Berger                                                     |                                              |
| A városban                                   | En la ciudad                    | Tomàs Aragay, Cesc Gay                                           |                                              |
| 2004 (19. gála)                              |                                 |                                                                  |                                              |
| A belső tenger                               | Mar adentro                     | Alejandro Amenábar, Mateo Gil                                    |                                              |
|                                              | Horas de luz                    | José Ángel Esteban, Carlos López, Manolo Matji                   |                                              |
|                                              | Roma                            | Adolfo Aristarain, Mario Camus, Kathy Saavedra                   |                                              |
| Tudat alatt                                  | Inconscientes                   | Joaquín Oristrell, Teresa de Pelegrí, Dominic Harari             |                                              |
| 2005 (20. gála)                              |                                 |                                                                  |                                              |
| A szavak titkos élete                        | La vida secreta de las palabras | Isabel Coixet                                                    |                                              |
|                                              | 7 vírgenes                      | Alberto Rodríguez, Rafael Cobos                                  |                                              |
| Jönnek majd szebb napok                      | Otros días vendrán              | Eduard Cortés, Piti Español                                      |                                              |
| Utcalányok                                   | Princesas                       | Fernando León de Aranoa                                          |                                              |
| 2006 (21. gála)                              |                                 |                                                                  |                                              |
| A faun labirintusa                           | El laberinto del fauno          | Guillermo del Toro                                               |                                              |
|                                              | La noche de los girasoles       | Jorge Sánchez-Cabezudo                                           |                                              |
| Sötétkékmajdnemfekete                        | Azuloscurocasinegro             | Daniel Sánchez Arévalo                                           |                                              |
| Volver                                       | Volver                          | Pedro Almodóvar                                                  |                                              |
| 2007 (22. gála)                              |                                 |                                                                  |                                              |
| Árvaház                                      | El orfanato                     | Sergio G. Sánchez                                                |                                              |
| 13 rózsa                                     | 13 rosas                        | Ignacio Martínez de Pisón                                        |                                              |
| Hét francia biliárdasztal                    | Siete mesas de billar francés   | David Planell, Gracia Querejeta                                  |                                              |
| Mataharik                                    | Mataharis                       | Icíar Bollaín, Tatiana Rodríguez                                 |                                              |
| Oviedo Expressz                              | Oviedo Express                  | Gonzalo Suárez                                                   |                                              |
| 2008 (23. gála)                              |                                 |                                                                  |                                              |
|                                              | Camino                          | Javier Fesser                                                    |                                              |
| A bosszú angyalai                            | Sólo quiero caminar             | Agustín Díaz Yanes                                               |                                              |
|                                              | Cenizas del cielo               | Dionisio Pérez, José Antonio Quirós, Ignacio del Moral           |                                              |
|                                              | Retorno a Hansala               | Chus Gutiérrez, Juan Carlos Rubio                                |                                              |
| 2009 (24. gála)                              |                                 |                                                                  |                                              |
| Agora                                        | Ágora                           | Alejandro Amenábar, Mateo Gil                                    |                                              |
|                                              | After                           | Alberto Rodríguez, Rafael Cobos                                  |                                              |
| Kövéren szép az élet                         | Gordos                          | Daniel Sánchez Arévalo                                           |                                              |
| Megtört ölelések                             | Los abrazos rotos               | Pedro Almodóvar                                                  |                                              |

### 2010-es évek
| Év                          | Magyar cím                           | Eredeti cím                                                   | Forgatókönyvíró                                                |
| 2010 (25. gála)             |                                      |                                                               |                                                                |
| --------------------------- | ------------------------------------ | ------------------------------------------------------------- | -------------------------------------------------------------- |
| 2010 (25. gála)             | Élve eltemetve                       | Buried (Enterrado)                                            | Chris Sparling                                                 |
| 2010 (25. gála)             | Biutiful                             | Biutiful                                                      | Alejandro González Iñárritu, Armando Bó Jr., Nicolás Giacobone |
| 2010 (25. gála)             | Egy őrült szerelem balladája         | Balada triste de trompeta                                     | Álex de la Iglesia                                             |
| 2010 (25. gála)             | Ismeretlen föld                      | También la lluvia                                             | Paul Laverty                                                   |
| 2011 (26. gála)             |                                      |                                                               |                                                                |
| Nincs kegyelem              | No habrá paz para los malvados       | Enrique Urbizu, Michel Gaztambide                             |                                                                |
| Butch Cassidy visszatér     | Blackthorn                           | Miguel Barros                                                 |                                                                |
| Éjfélkor Párizsban          | Midnight in Paris                    | Woody Allen                                                   |                                                                |
| Eva                         | Eva                                  | Sergi Belbel, Cristina Clemente, Martí Roca, Aintza Serra     |                                                                |
| 2012 (27. gála)             |                                      |                                                               |                                                                |
| Hófehérke                   | Blancanieves                         | Pablo Berger                                                  |                                                                |
|                             | El artista y la modelo               | Fernando Trueba, Jean-Claude Carrière                         |                                                                |
| Hetes osztag                | Grupo 7                              | Alberto Rodríguez                                             |                                                                |
| A lehetetlen                | Lo imposible                         | Sergio G. Sánchez                                             |                                                                |
| 2013 (28. gála)             |                                      |                                                               |                                                                |
| Könnyű csukott szemmel élni | Vivir es fácil con los ojos cerrados | David Trueba                                                  |                                                                |
| Csókok és gólok             | La gran familia española             | Daniel Sánchez Arévalo                                        |                                                                |
| Hárommal több esküvő        | Tres bodas de más                    | Breixo Corral, Pablo Alén                                     |                                                                |
| A seb                       | La herida                            | Fernando Franco, Enric Rufas                                  |                                                                |
| 2014 (29. gála)             |                                      |                                                               |                                                                |
| Mocsárvidék                 | La isla mínima                       | Alberto Rodríguez, Rafael Cobos                               |                                                                |
| El Nino – a kölyök          | El Niño                              | Daniel Monzón, Jorge Guerricaechevarría                       |                                                                |
| Eszeveszett mesék           | Relatos salvajes                     | Damián Szifron                                                |                                                                |
|                             | Magical Girl                         | Carlos Vermut                                                 |                                                                |
| 2015 (30. gála)             |                                      |                                                               |                                                                |
| Truman                      | Truman                               | Cesc Gay, Tomàs Aragay                                        |                                                                |
|                             | A cambio de nada                     | Daniel Guzmán                                                 |                                                                |
| Megtorlás                   | El desconocido                       | Alberto Marini                                                |                                                                |
|                             | Negociador                           | Borja Cobeaga                                                 |                                                                |
| 2016 (31. gála)             |                                      |                                                               |                                                                |
| Késő harag                  | Tarde para la ira                    | Raúl Arévalo, David Pulido                                    |                                                                |
| Meglopni egy tolvajt        | Cien años de perdón                  | Jorge Guerricaechevarría                                      |                                                                |
| Az olajfa                   | El olivo                             | Paul Laverty                                                  |                                                                |
|                             | Que Dios nos perdone                 | Rodrigo Sorogoyen, Isabel Peña                                |                                                                |
| 2017 (32. gála)             |                                      |                                                               |                                                                |
| Óriás                       | Handia                               | Aitor Arregi, Andoni de Carlos, Jon Garaño, José Mari Goenaga |                                                                |
| 1993 nyara                  | Estiu 1993                           | Carla Simón                                                   |                                                                |
|                             | Abracadabra                          | Pablo Berger                                                  |                                                                |
|                             | Verónica                             | Fernando Navarro, Paco Plaza                                  |                                                                |
| 2018 (33. gála)             |                                      |                                                               |                                                                |
| A rendszer                  | El reino                             | Isabel Peña, Rodrigo Sorogoyen                                |                                                                |
| Bajnokok                    | Campeones                            | Javier Fesser, David Marqués                                  |                                                                |
| Carmen és Lola              | Carmen y Lola                        | Arantxa Echevarría                                            |                                                                |
| Mindenki tudja              | Todos lo saben                       | Aszhar Farhadi                                                |                                                                |
| 2019 (34. gála)             |                                      |                                                               |                                                                |
| Fájdalom és dicsőség        | Dolor y gloria                       | Pedro Almodóvar                                               |                                                                |
| Amíg a háború tart          | Mientras dure la guerra              | Alejandro Amenábar, Alejandro Hernández                       |                                                                |
| A platform                  | El hoyo                              | David Desola, Pedro Rivero                                    |                                                                |
| A vég nélküli lövészárok    | La trinchera infinita                | Luiso Berdejo, Jose Mari Goenaga                              |                                                                |

### 2020-as évek
| Év                       | Magyar cím                 | Eredeti cím                                                     | Forgatókönyvíró               |
| 2020 (35. gála)          |                            |                                                                 |                               |
| ------------------------ | -------------------------- | --------------------------------------------------------------- | ----------------------------- |
| 2020 (35. gála)          | A lányok                   | Las niñas                                                       | Pilar Palomero                |
| 2020 (35. gála)          | Adú                        | Adú                                                             | Alejandro Hernández           |
| 2020 (35. gála)          |                            | Historias lamentables                                           | Javier Fesser és Claro García |
| 2020 (35. gála)          | Rosa esküvője              | La boda de Rosa                                                 | Alicia Luna, Icíar Bollaín    |
| 2021 (36. gála)          |                            |                                                                 |                               |
| A jó főnök               | El buen patrón             | Fernando León de Aranoa                                         |                               |
| Maixabel                 | Maixabel                   | Icíar Bollaín, Isa Campo                                        |                               |
| Szabadság                | Libertad                   | Clara Roquet                                                    |                               |
|                          | Tres                       | Juanjo Giménez Peña, Pere Altimira                              |                               |
| 2022 (37. gála)          |                            |                                                                 |                               |
| Szörnyetegek             | As bestas                  | Isabel Peña, Rodrigo Sorogoyen                                  |                               |
|                          | Alcarràs                   | Arnau Vilaró, Carla Simón                                       |                               |
| Altatódal                | Cinco lobitos              | Alauda Ruiz de Azúa                                             |                               |
| Franco börtönében        | Modelo 77                  | Alberto Rodríguez, Rafael Cobos                                 |                               |
|                          | Mantícora                  | Carlos Vermut                                                   |                               |
| 2023 (38. gála)          |                            |                                                                 |                               |
| A méhek húszezer fajtája | 20.000 especies de abejas  | Estibaliz Urresola Solaguren                                    |                               |
|                          | Cerrar los ojos            | Víctor Erice, Michel Gaztambide                                 |                               |
| Szerelem és forradalom   | Te estoy amando locamente  | Carmen Garrido, Alejandro Marín                                 |                               |
|                          | Una vida no tan simple     | Félix Viscarret                                                 |                               |
|                          | Upon Entry                 | Alejandro Rojas, Juan Sebastián Vásquez                         |                               |
| 2024 (39. gála)          |                            |                                                                 |                               |
|                          | Casa en flames             | Eduard Sola                                                     |                               |
|                          | El 47                      | Alberto Marini, Marcel Barrena                                  |                               |
|                          | La estrella azul           | Javier Macipe                                                   |                               |
|                          | La infiltrada              | es, Arantxa Echevarría                                          |                               |
|                          | Marco, la verdad inventada | Aitor Arregi, Jon Garaño, Jorge Gil Munarriz, Jose Mari Goenaga |                               |

## Fordítás
- Ez a szócikk részben vagy egészben  a   Goya Award for Best Original Screenplay című angol Wikipédia-szócikk ezen változatának fordításán alapul.  Az eredeti cikk szerkesztőit annak laptörténete sorolja fel. Ez a jelzés csupán a megfogalmazás eredetét és a szerzői jogokat jelzi, nem szolgál a cikkben szereplő információk forrásmegjelöléseként.